# سند طراحی بازی

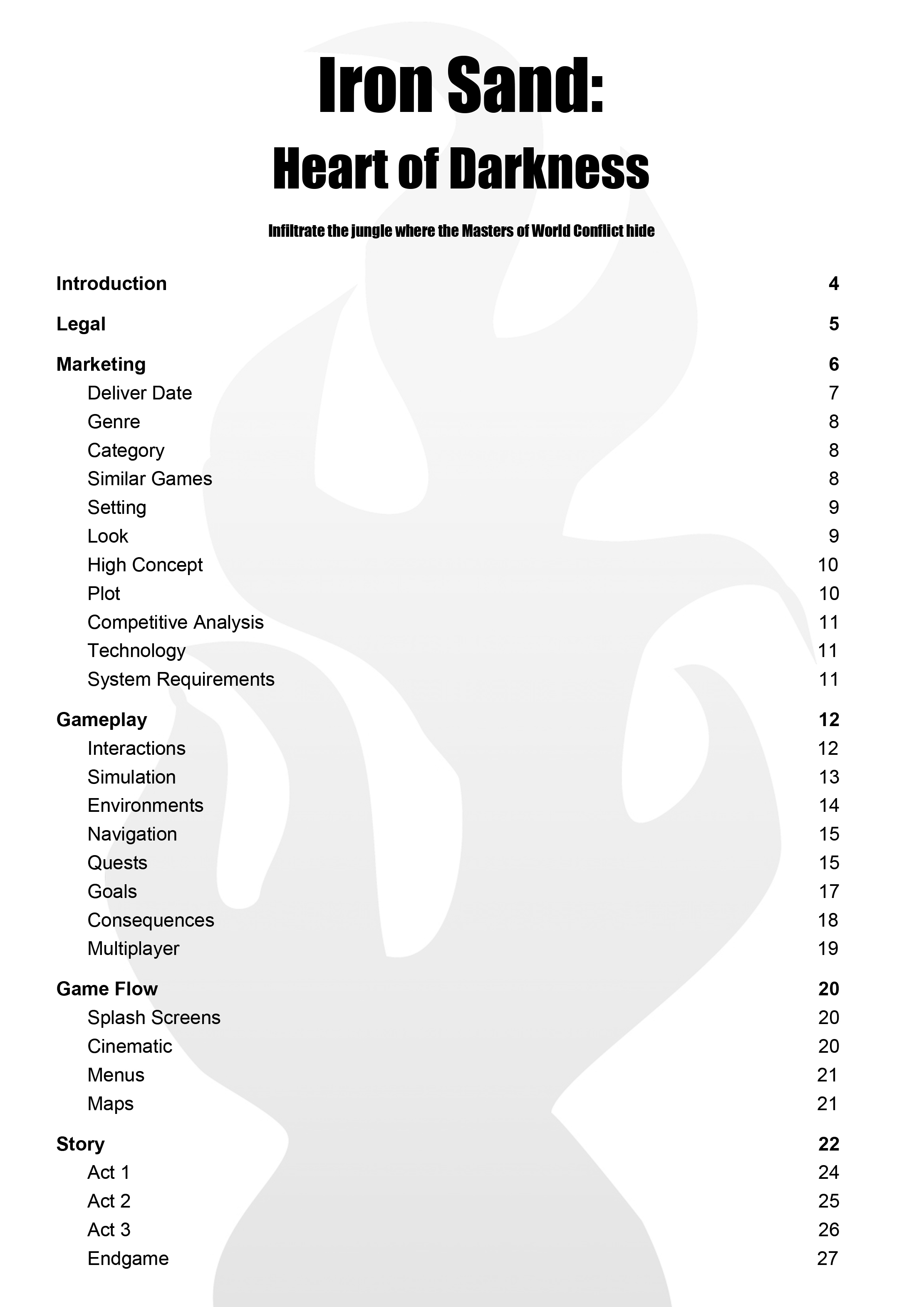
یک سند طراحی بازی

یک سند طراحی بازی (که اغلب به اختصار GDD)گفته می‌شود، یک سند بسیار توصیفی از مراحل طراحی بازی برای یک بازی ویدئویی است.  یک سند طراحی بازی توسط تیم توسعه خلق و ویرایش می‌شود و در درجه اول در صنعت بازی‌های ویدئویی برای سازماندهی تلاش‌ها در یک تیم توسعه استفاده می‌شود. این سند توسط تیم توسعه به عنوان نتیجه هم‌کاری بین طراحان بازی ویدئویی ، هنرمند بازی ویدئویی و برنامه‌نویس به عنوان یک بینش راهنما که در سراسر فرایند توسعه بازی ویدئویی استفاده می‌شود، ایجاد شده‌است. زمانی که یک بازی توسط یک ناشر بازی به تیم توسعه سفارش داده می‌شود، این سند باید توسط تیم توسعه ایجاد شود و اغلب به توافق بین ناشر و توسعه دهنده مربوط می‌شود که توسعه دهنده باید در طول فرایند توسعه بازی به آن پایبند باشد.

## چرخه زندگی
توسعه دهندگان بازی ممکن است سند  را در مرحله پیش تولید از توسعه بازی، قبل یا بعد از مرحله نهایی، طراحی کنند. انتشار سند قبل از نهایی سازی بازی ممکن است به سند مفهومی و ناقص منجر شود. هنگامی که پروژه تأیید شد سند توسط توسعه دهندگان گسترش یافته‌است و به سطحی از کیفیت رسیده که قابلیت هدایت موفق آمیز تیم توسعه را دارا باشد.
به دلیل محیط پویای توسعه بازی، در محتوای این سند اغلب تغییر، تجدید نظر و گسترش رخ می‌دهد و این با پیشرفت توسعه بازی و تغییرات در حال بررسی در حوزه و جهتگیری‌ها همراه است.  به عنوان مثال از یک سند طراحی بازی اغلب به عنوان یک سند زنده تعبیر می‌شود که یک قطعه از کار است که به‌طور مداوم و در طی اجرای پروژه اغلب اوقات بهبود  می یابد و نوسان این تغییرات گاهی به تغییرات روزانه نیز می‌رسد. یک سند ممکن است در ابتدا تنها با  شرح مفاهیم اساسی شروع شود و در انتهای پروژه به یک سند کامل با لیست مفصلی از جزئیات بازی تبدیل گردد.

## محتوا
یک سند طراحی بازی ممکن است شامل متن، تصاویر، نمودارها، محتواهای هنری یا هر رسانه به کار گرفته شده دیگری که بتواند تصمیم گیری‌های طراحی را توصیف نماید در بازی به کار گرفته شده باشد. برخی از اسناد طراحی ممکن است در برخی بخش‌ها شامل اطلاعات مربوط به موتور طراحی بازی یا نمونه‌های اولیه باشد.

## یادداشت
1. ↑  Oxland 2004, p. 240
2. ↑  Brathwaite, Schreiber 2009, p. 14
3. ↑  Bates 2004, p. 276.
4. ↑  Bethke 2003, pp. 101–102
5. ↑  Moore, Novak 2010, p. 70
6. ↑  Bethke 2003, p. 103
7. ↑  Oxland 2004, pp. 241–242, 185
8. ↑  Moore, Novak 2010, p. 73
9. ↑  Bethke 2003, p. 104